# 死火山
死火山（しかざん、Extinct volcano）とは、有史以来活動の記録がない火山を指す、古い呼び方である。かつては消火山などとも称された。活火山や休火山とともに便宜的な分類として用いられていたが、使用されなくなった用語である。

## 解説
従来、火山は定性的な噴火活動度に応じて分類されてきた。英語にはActive volcano、Dormant volcano、Extinct volcanoといった呼称があり、例えば日本の地質学者である横山又次郎は『地質學教科書』（1896年、冨山房）において、それぞれ活火山、睡眠火山、消火山という語をあてている。
また、佐藤伝蔵は『地質學提要』（1928年、中興館）において、活火山、休火山、死火山という分類を用いている。
しかし、当初よりこれらの分類は便宜的なものと考えられていた。横山又次郎は『地質學教科書』において、有史以来活動していなかった火山が突然活動を開始することもあるなど、このような分類を「非学術的」と述べていた。また、佐藤伝蔵も『地質學提要』で「全く便宜上のもの」としていた。
一般に死火山は有史以降に活動の痕跡がないものを基準としていたが、そもそも文字文化の進展には世界各国で地域差があるため「有史時代」を基準にした厳密な定義は困難と考えられていた。
さらに、年代測定法の発達により過去の火山活動が明らかになるにつれ、数万年周期の噴火活動があることなどが解明されたことにより、有史時代の活動記録のみをもとに火山活動を判断することができないことが分かってきたため、死火山という言葉は休火山とともに学術的には廃用となっている。活火山以外の火山については「活火山ではない」「活火山以外の火山」等という。
かつて、一部の火山学者と一般大衆が死火山と認識していた木曽御嶽山が、1979年に水蒸気爆発を起こし、定義を大きく見直すきっかけとなった。